# Gymnoscelis rubricata
Gymnoscelis rubricata är en fjärilsart som beskrevs av Joannis 1932. Gymnoscelis rubricata ingår i släktet Gymnoscelis och familjen mätare. Inga underarter finns listade i Catalogue of Life.

## Bildgalleri

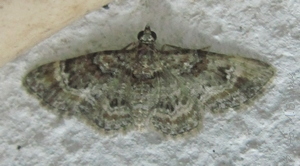